# Jacopo da Pietrasanta
Jacopo di Cristoforo, meglio conosciuto come Jacopo da Pietrasanta (Pietrasanta, ... – Roma, 1495), è stato un architetto, ingegnere e scultore italiano del rinascimento attivo principalmente a Roma nella seconda metà del XV secolo.

## Biografia
Discendente da una famiglia di marmorai e scalpellini, lavorò per conto di tutti i Pontefici romani, da Niccolò V a Innocenzo VIII.
La sua opera principale è il completamento e l'ampliamento della chiesa e del convento di S. Agostino a Roma, affidatagli dal Cardinale francese Guillaume d'Estouteville. Oltre a questi lavori, durante il pontificato di papa Paolo II, venne impiegato oltre che per i lavori in Palazzo Venezia, anche nei restauri nell'area di Borgo, tra cui Ponte Sant'Angelo e Castel Sant'Angelo.